# Ferdinand de Bavière
Ferdinand von Bayern, connu en français sous le nom de Ferdinand de Bavière, né le 6 octobre 1577 à Munich et mort le 13 septembre 1650 à Arnsberg, est prince-évêque de Liège de 1612 à 1650. Il fut également duc de Westphalie.

## Biographie
Quatrième fils de Guillaume V, duc de Bavière, comte palatin du Rhin et de Renée de Lorraine. Neveu d'Ernest de Bavière. Coadjuteur en 1595 de son oncle, il cumula les évêchés de Münster, de Hildesheim et de Paderborn.
Il est aussi à la tête de l'abbaye de Stavelot et devient prince-évêque de Liège en remplacement d'Ernest de Bavière le 16 mars 1612 mais ne prend ses fonctions que le 27 janvier 1613. Comme ses prédécesseurs, il ne reçut jamais les ordres.
Il fut prince-électeur archevêque de Cologne de 1612 à 1650.
En 1613, il supprime les valeurs démocratiques instaurées par son prédécesseur en 1603. Les personnes nées dans le pays, mariées et sachant lire sont les seules à pouvoir faire partie du conseil communal. Le choix du conseiller fourni par chaque métier est du ressort des commissaires de l'évêque. Celui-ci est seul compétent pour connaître des irrégularités aux élections communales.
Cela a pour conséquence la formation du parti conservateur (bourgeoisie), partisan de l'Espagne et du parti démocratique ou populaire (artisans, petit peuple), partisan de la France, appelés respectivement Chiroux et Grignoux, entre 1633 et 1649.

### La Contre-Réforme de ses suffragants
Il est secondé de 1615 à 1628 par Étienne Strecheus, évêque suffragant de Liège et évêque de Dionysie qui constatant les progrès considérables du protestantisme à Liège, Aix-la-Chapelle et Cologne étant aux frontières de la Réforme, et croyant mieux la combattre en développant des institutions, va établir les Ursulines à Liège dès 1614 qui obtiennent l'approbation du prince-évêque Ferdinand de Bavière le 9 avril 1619 pour fonder le couvent des Ursulines de Liège en 1619. Elles vont fonder quelques années après le couvent de Cologne tandis que les Ursulines de Dinant fondent celui d'Aix-la-Chapelle.
Les Pères minimes et les Carmes déchaussés sont également sollicités et installés. Il installe des capucins au couvent de Werl en 1661.
Enfin les jésuites anglais seront chargés de l'instruction dans leur collège. Ferdinand de Bavière leur fit aussi don d'une rente perpétuelle. Comme il manquait un autel pour célébrer le service divin on employa une somme de 1.300 florins pour construire un tabernacle pour le Saint Sacrement et une niche pour la statue de la Vierge
En 1628, il choisit Thierry de Grace, comme successeur à Strecheus et reçoit lui aussi le titre d'évêque de Dionysie. Il[Qui ?] meurt le 4 août 1636.

### Ses décisions dans la Principauté

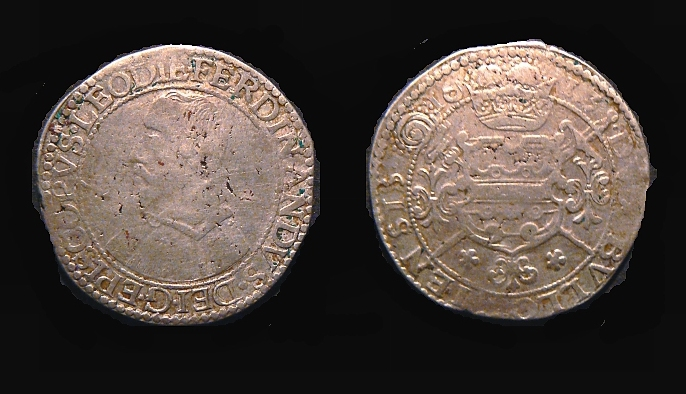
Monnaie liégeoise de Ferdinand de Bavière.

En 1618, il interdit à tous les éditeurs de publier un livre sans qu'il ne soit lu et accepté par l'évêché.
En 1623, Gérard Douffet devient le peintre du prince-évêque.
En 1632, les Hollandais s'emparent de Maastricht, et y proclament la liberté de conscience. Cela a pour effet de développer le protestantisme à Liège.
À partir de 1633, les Chiroux, partisans du pouvoir princier s'opposeront aux Grignoux, le parti populaire. En 1636, un premier coup de force des partisans du prince-évêque se déroule : ils sont repoussés par les Grignoux. Cette même année, le bourgmestre Sébastien La Ruelle demande à Richelieu le soutien de la France. Il sera mystérieusement assassiné l'année suivante au domicile du comte de Warfusée, rue Saint-Jean-en-Isle. En 1641, un mandement interdit de se réclamer des Chiroux ou des Grignoux. Pourtant, en 1646 (les élections avaient conforté les Chiroux dans leur place dominante) un terrible affrontement entre les deux camps survint. Cet affrontement est suivi de la démission d'un des deux bourgmestres, Charles de Méan, au profit de Renard Jaymaert (Grignoux).
En 1649, une révolte éclate. Le prince-évêque est en danger, il déplace son bureau temporairement à Huy. Les Grignoux créent la révolte, qui sera contrée par les armées bavaroises.
À la fin de l'année, après que le prince-évêque ait écrasé la révolte et soit rentré à Liège, il supprime les droits démocratiques des Liégeois. Les métiers n'ont plus d'attribution politique, leurs biens sont confisqués au profit de la Cité.
Il mourut en 1650, un an plus tard.